# Patricia Urquiola
Patricia Urquiola Hidalgo (Oviedo, 1961) es una arquitecta y diseñadora española.  Ganó el Premio Nacional de Diseño 2025.

## Trayectoria
Urquiola, asturiana de ascendencia vasca, pues su padre es un ingeniero industrial vitoriano que se trasladó a Oviedo para trabajar en Duro Felguera, estudió en la Escuela Técnica Superior de Arquitectura en Madrid finalizando sus estudios en el Politecnico di Milano dónde se graduó en 1989. Su tesis de graduación fue supervisada por el gran arquitecto italiano Achille Castiglioni.
Entre 1990 y 1996 trabajó en De Padova bajo la supervisión de Vico Magistretti. En 2001, creó su propio estudio de diseño en Milán, donde realizó diseños para empresas como Alessi, B&B, Axor Hansgrohe, Moroso, Molteni, Kartell, Kettal, GANDIABLASCO (GAN) y Viccarbe. Se convirtió en directora creativa de Cassina así como en miembro del Comitato Scientifico de la Triennale y del Advisory Board del Politécnico de Milán.
Algunas de sus obras pasaron a formar parte de las colecciones del MoMA de Nueva York, el Vitra Design Museum de Alemani, el Museo della Triennale de Milán, la Die Neue Sammlung de Múnich, el Fonds National d’Art Contemporain o el Museo de Artes Decorativas de París y ha expuesto en países de Europa, Estados Unidos y Asia.
Ha sido jurado de varios certámenes y ha impartido conferencias y cursos en diversos centros y universidades, como la Domus Academy, la Scuola Politecnica di Design de Milán o la Academia Alvar Aalto en Helsinki.
En 2023, fue propuesta por la Real Academia de Bellas Artes de San Fernando como académica numeraria de la Sección de Nuevas Artes de la Imagen.

## Reconocimientos
- Diseñadora del año 2003 por Elle Deco.[4][2]
- Diseñadora del año de muebles en 2005 por Wallpaper.[2]
- «Asturiana del mes de diciembre» de 2005 por el diario La Nueva España.[2]
- Madrid Design Festival Awards 2022 (compartido con el diseñador británico Peter Saville).[6]

Fue condecorada con la Medalla de Oro al Mérito en las Bellas Artes y la Cruz de la Orden de Isabel la Católica.  En julio de 2025, el Ministerio de Ciencia, Innovación y Universidades le concedió el Premio Nacional de Diseño 2025 en la modalidad de Trayectoria en Diseño.

## Obras
Tiene obras expuestas en el Museo de Arte Moderno de Nueva York. Entre sus diseños más famosos se encuentran:
- Sofá Lowland
- Contenedor One
- Sofá Loom
- Silla Flower
- Sofá Tufty-Time
- Antibodi
- LabShop, en Laboral Centro de Arte, recepción y tienda (Gijón)[2]

También se encuentran obras expuestas en el Museo de las Artes Decorativas de París, Museo Nacional de Zúrich,  Vitra Design Museum en Basilea, Victorian&Albert Museum en Londres, Museo Stedelijk en Ámsterdam y Museo Trienal de Milán.

## Libros
- Diez horas con Patricia Urquiola, ed. Archivo de Creadores.
- Patricia Urquiola: Time to make a Book, ed. Rizzoli.
- Es hora de hacer un libro, ed. Rizzoli.
- Patricia Urquiola (2009), ed. Daab Gmbh.